# Antigues teieres d'enllumenat públic
Les Antigues teieres d'enllumenat públic és una obra de la Pobla de Claramunt (Anoia) protegida com a bé cultural d'interès local.

## Descripció
Les antigues teieres d'enllumenat les trobem situades a les façanes següents: casa del comú (plaça de la Vila) i façana de l'antiga rectoria (carrer de les Fonts, 1). Són edificis del nucli antic que encara conserven a les seves façanes elements constructius antics. Aquests elements són formats per engraellant o torxes fetes amb passamà de ferro forjat i reblons de ferro dolç, amb un suport en forma de braç clavat en un carreu angular, de pedra, de les façanes respectives.

## Història
Les antigues teieres- sistema tradicional d'enllumenat públic, a base de cremar teia per donar llum als carrers. Es va fer servir a la Pobla de Claramunt fins al 1917, en què s'instal·là l'enllumenat elèctric. De fet, aquestes teieres són restes testimonials d'un sistema antic d'il·luminació del qual se n'han conservat dos exemplars.